# Il coraggio e l'amore
Il coraggio e l'amore è una raccolta di successi di Antonello Venditti, pubblicato nel 2002.

## Tracce
1. L'amore insegna agli uomini
2. Sara
3. Segreti
4. Lula
5. Questa insostenibile leggerezza dell'essere
6. Le cose della vita
7. Benvenuti in Paradiso
8. Il compleanno di Cristina
9. Miraggi
10. Giulia
11. Peppino
12. Raggio di Luna
13. Piero e Cinzia
14. Lilly
15. Settembre
16. 21 modi per dirti ti amo
17. Dimmi che credi
18. Stella